# Championnat d'Inde de football 2007-2008
Navigation
Saison suivante Saison suivante
La saison 2007-2008 du Championnat d'Inde de football est la douzième édition du championnat national de première division indienne. Les dix meilleurs clubs du pays prennent part au championnat organisé par la fédération. Les équipes sont regroupées au sein d'une poule unique, où elles rencontrent leurs adversaires deux fois, à domicile et à l'extérieur. À l'issue du championnat, les deux derniers du classement sont relégués et remplacés par les quatre meilleurs clubs de deuxième division, pour faire passer le championnat à 12 équipes.
C'est le club de Dempo SC, tenant du titre, qui remporte la compétition après avoir terminé en tête du classement final, à égalité de points mais une meilleure différence de buts que le Churchill Brothers SC et trois points d'avance sur JCT Mills. C'est le troisième titre de champion d'Inde de l'histoire du club.

## Les clubs participants
| - JCT Mills - Kingfisher East Bengal - Churchill Brothers SC - Salgaocar SC - Promu de D2 - Sporting Clube do Goa | - Viva Kerela - Promu de D2 - Dempo SC - Mahindra United - Mohun Bagan - Air India Club |

## Compétition
Le classement est établi sur le barème de points classique (victoire à 3 points, match nul à 1, défaite à 0).

### Classement
| Rang | Équipe                 | Pts | J  | G  | N | P  | Bp | Bc | Diff |
| ---- | ---------------------- | --- | -- | -- | - | -- | -- | -- | ---- |
| 1    | Dempo SC T             | 36  | 18 | 10 | 6 | 2  | 35 | 13 | +22  |
| 2    | Churchill Brothers SC  | 36  | 18 | 11 | 3 | 4  | 40 | 22 | +18  |
| 3    | JCT Mills              | 33  | 18 | 9  | 6 | 3  | 31 | 14 | +17  |
| 4    | Mohun Bagan C          | 30  | 18 | 8  | 6 | 4  | 22 | 17 | +5   |
| 5    | Mahindra United        | 28  | 18 | 7  | 7 | 4  | 24 | 18 | +6   |
| 6    | Kingfisher East Bengal | 19  | 18 | 5  | 4 | 9  | 17 | 23 | -6   |
| 7    | Sporting Clube do Goa  | 19  | 18 | 4  | 7 | 7  | 14 | 24 | -10  |
| 8    | Air India Club         | 17  | 18 | 3  | 8 | 7  | 10 | 20 | -10  |
| 9    | Viva Kerela P          | 12  | 18 | 3  | 3 | 12 | 13 | 38 | -25  |
| 10   | Salgaocar SC P         | 11  | 18 | 1  | 8 | 9  | 20 | 37 | -17  |

|  | Qualification pour la Ligue des champions de l'AFC 2009                          |
|  | Qualification pour la Coupe de l'AFC 2009                                        |
|  | Relégation directe en deuxième division                                          |
|  | T: Tenant du titre P: Promu de deuxième division C: Vainqueur de la Coupe d'Inde |

### Matchs
| Résultats (▼dom., ►ext.) | AIR | CHB | DEM | EB  | JCT | MAH | MB  | SCG | SAL | VK  |
| Air India Club           |     | 0-0 | 1-4 | 1-0 | 0-0 | 0-1 | 0-0 | 2-1 | 1-0 | 1-1 |
| Churchill Brothers SC    | 3-0 |     | 0-2 | 3-2 | 1-0 | 4-2 | 2-2 | 2-1 | 3-0 | 5-0 |
| Dempo SC                 | 0-0 | 4-1 |     | 2-2 | 2-1 | 1-1 | 2-0 | 3-0 | 4-1 | 4-0 |
| Kingfisher East Bengal   | 0-0 | 0-1 | 1-0 |     | 1-3 | 1-0 | 0-2 | 3-2 | 1-1 | 2-0 |
| JCT Mills                | 2-0 | 3-0 | 0-0 | 3-0 |     | 0-0 | 1-1 | 4-0 | 4-2 | 2-0 |
| Mahindra United          | 1-1 | 1-5 | 3-1 | 2-1 | 3-1 |     | 0-0 | 2-2 | 3-0 | 0-0 |
| Mohun Bagan              | 2-0 | 2-1 | 0-0 | 1-0 | 1-2 | 1-0 |     | 1-0 | 1-1 | 1-3 |
| Salgaocar SC             | 1-1 | 1-5 | 1-1 | 0-0 | 3-3 | 0-0 | 4-5 |     | 1-1 | 1-0 |
| Sporting Clube do Goa    | 1-0 | 1-1 | 0-1 | 1-0 | 0-0 | 0-3 | 1-0 | 1-1 |     | 3-0 |
| Viva Kerela              | 3-2 | 1-3 | 1-4 | 1-3 | 0-2 | 0-2 | 0-2 | 3-1 | 0-0 |     |

## Bilan de la saison
| Championnat d'Inde de football 2007-2008                        |                      |
| Champion                                                        | Dempo SC (3e titre)  |
| Coupes et trophées                                              |                      |
| Vainqueur de la Coupe d'Inde 2007-2008                          | Mohun Bagan          |
| Qualifications continentales                                    |                      |
| Ligue des champions de l'AFC 2009 (barrages)                    | Dempo SC             |
| Coupe de l'AFC 2009                                             | Mohun Bagan          |
| Promotions et relégations                                       |                      |
| Promus en Championnat d'Inde de football                        | Mumbai Football Club |
| Promus en Championnat d'Inde de football                        | Mohammedan SC        |
| Promus en Championnat d'Inde de football                        | Chirag United SC     |
| Promus en Championnat d'Inde de football                        | Vasco Sports Club    |
| Relégués en Championnat d'Inde de football de deuxième division | Salgaocar SC         |
| Relégués en Championnat d'Inde de football de deuxième division | Viva Kerela          |